# Кирпиченко, Татьяна Ивановна
Татьяна Ивановна Кирпиченко (10 октября 1927, пос. Камышинка, Шемонаихинский район, Семипалатинская губерния Казакская АССР, РСФСР, СССР - 19 января 2016) — колхозница, Герой Социалистического Труда (1948).

## Биография
Родилась 10 октября 1927 года в посёлке Камышинка Шемонаихинского района Семипалатинской губернии (ныне — Восточно-Казахстанская область Казахстана).
С 1950 по 1957 год работала звеньевой в колхозе имени Кирова Павлодарской области. C 1951 года по 1952 год была заведующей сектора кадров в Павлодарском райисполкоме. С 1952 года проживала в Караганде.
В 1946 году полеводческое звено, которой руководила Татьяна Кирпиченко, собрало 19 центнеров пшеницы с гектара при плане 15 центнеров. За эти трудовые результаты Татьяна Кирпиченко была награждена Орденом «Знак Почёта». В 1947 году звено собрало 30,4 центнеров пшеницы с 9 гектаров. В общей массе звено собрало в этом году 273,центнера пшеницы с обработанной площади, за что Татьяна Кирпиченко была удостоена звания Героя Социалистического Труда.
С 1983 года – персональный пенсионер союзного значения. Жила в Рудном (Костанайская область).
Скончалась 19 января 2016 года.

## Награды
- Орден «Знак Почёта» (1946);
- Герой Социалистического Труда — Указом Президиума Верховного Совета от 28 марта 1948 года.
- Орден Ленина;

## Источник
- Герои Социалистического труда по полеводству Казахской ССР. — Алма-Ата, 1950. — 412 с.
- Шығыс Қазақстан облысы [Мәтін]: энциклопедия. — Алматы: Қазақ энциклопедиясы, 2014. — Кирпиченко Татьяна Ивановна: б. 393.